# شهاب غانم
شهاب غانم شاعر إماراتي، ولد في عدن في أكتوبر عام 1940م.

## ولادته ودراسته
شهاب غانم هو اسم الشهرة لشهاب محمد عبده غانم الهاشمي الحسني. والده محمد عبده غانم وجده لأمه محمد علي لقمان، وهو شاعر له 17 ديواناً باللغة العربية وديوانان بالإنجليزية وهو أول عربي يحصل على جائزة طاغور للسلام. 
درس في كلية عدن ثم في عدد من الجامعات في بريطانيا والهند.
هاجر إلى دولة الإمارات العربية المتحدة وحمل جنسيتها منذ عام 1976.

## المؤهلات العلمية
حصل على البكالوريوس في الهندسة الميكانيكية من جامعة أبردين بإسكتلندا عام 1963 ثم البكالوريوس في الهندسة الكهربائية. وعلى الماجستير من الدرجة الأولى في تطوير موارد المياه من جامعة روركي بالهند عام 1975. وحصل على الدكتوراه في الاقتصاد من جامعة كارديف في ويلز ببريطانيا عام 1989. وحصل على الدكتوراه الفخرية في الآداب من جامعة سوكا في اليابان عام 2015.

## الخبرة العلمية والعملية
عمل في وظائف عدة منها:
- نائب وكيل وزارة الأشغال والمواصلات بعدن
- رئيس مهندسي شركة إترنوسبلايز بلبنان
- مدير مصنع الإترنيت بدبي
- مدير للدائرة الهندسية لميناء جبل علي بدبي وهو أكبر ميناء من صنع الإنسان في العالم والمنطقة الحرة بجبل علي وهي أكبر منطقة حرة في الشرق الأوسط
- ثم كان أول مدير عام لمدينة محمد بن راشد للتقنية
- عمل رئيساً لتحرير مجلة عالم الهندسة في الإمارات 1996-1999،
- عضوا مؤسسا ومشرفا على مجلة المنتدى الثقافية
- هو عضو اللجنة الاستشارية لمجلة المشكاة الثقافية

## مؤلفاته

### دواوين شعرية
1. «بين شط وآخر»، مؤسسة البيان التجارية، دبي 1982.[3]
2. «تنويعات على الأوتار الخمسة» (مجموعة مشتركة)، مؤسسة البيان التجارية، دبي1982.
3. «بصمات على الرمال»، وزارة الإعلام والثقافة، أبوظبي 1983.
4. «شواظ في العتمة»، الدار اليمنية للنشر والتوزيع، جدة 1986.
5. «صهيل وترتيل»، مؤسسة البيان التجارية، دبي 1987.
6. «هو الحب»، مؤسسة البيان التجارية، دبي 1991.
7. «قبضا على الجمر»، مؤسسة البيان التجارية، دبي 1993.
8. «الزمن السريالي»، خدمات اكسبريس للطباعة ذ.م.م. دبي 1999
9. «لقد أفقنا»، خدمات اكسبريس للطباعة ذ.م.م. دبي 2005
10. «شموع في ليالي الخريف»، مؤسسة محمد بن راشد آل مكتوم والعبيكان، الرياض 2009
11. ديوان شهاب غانم (الأعمال الشعرية الكاملة)، المجمع الثقافي، أبوظبي 2009
12. مائة قصيدة وقصيدة، كتاب دبي الثقافية، دبي 2011
13. الدروب الخضر، كتاب مجلة الرافد، الشارقة 2012
14. معاني الهوى عندي، دار الياسمين، الشارقة 2013
15. انعتاق، كتاب الرافد، الشارقة 2014
16. الأمواج، نادي الأحساء الأدبي، السعودية 2015
17. يا إمارات، وزارة الثقافة، الإمارات 2016.
18. خفقات القلب الشاعري: مختارات شعرية. 2016.
19. قصائد في حب المصطفى - صلى الله عليه وسلم. 2021.

### شعر مترجم
1. «ظلال الحب» (قصائد للمترجم مترجمة إلى الإنجليزية)، مطبعة ديرة، دبي 1995
2. «أصداف ولآلئ» (قصائد لشعراء من الإمارات مترجمة إلى الإنجليزية)، مطبعة ديرة، دبي 1996
3. «من أرض سبأ» (قصائد لشعراء يمنيين مترجمة إلى الإنجليزية)، مطبعة ديرة، دبي 1999.
4. «قصائد من القرن العشرين من فلسطين» (مترجمة إلى الإنجليزية)، دائرة الثقافة والاعلام، الشارقة 2001
5. «إذا وقصائد أخرى» (ترجمات عربية لمختارات من الشعر الإنجليزي)، دبي 2002
6. لآلئ وتمرات" (قصائد من الإمارات مترجمة إلى الإنجليزية والسلوفاكية)، المجمع الثقافي 2003
7. «السونتة 18 وقصائد أخرى» _ (ترجمات عربية لمختارات من الشعر الإنجليزي)_ الصدى، دبي 2003
8. «مع الحبارى والبجعات» (ترجمات إنجليزية لقصائد شاعرات من الإمارات وترجمات إلى العربية
9. لقصائد شاعرات بريطانيات وأمريكيات)، اتحاد كتاب وأدباء الإمارات، الشارقة 2005
10. «قصائد من كيرالا» (قصائد مترجمة إلى العربية)، دائرة الثقافة والاعلام، الشارقة 2005
11. «أقمشة السماء» (قصائد من الشعر العالمي مترجمة إلى العربية)، الصدى، دبي 2006
12. «قصائد من الإمارات» (مترجمة إلى الإنجليزية)، وزارة الإعلام والثقافة، أبوظبي 2006
13. «قهوة وتمر» (كتابات إماراتية مترجمة إلى الإنكليزية)، اتحاد كتاب وأدباء الإمارات، الشارقة 2007
14. "قصائد من الهند" (قصائد مترجمة إلى العربية من 12 لغة هندية"، أبوظبي للثقافة والتراث، 2008
15. قصائد من شعراء جائزة نوبل، كتاب دبي الثقافية، دار الصدى، دبي 2009
16. كيف انتحر مايكوفسكي، قصائد من ساتشيدانندان، كلمة-أبوظبي للثقافة والتراث، 2009
17. قصائد من الجزيرة العربية (مترجمة إلى الإنكليزية والسلوفاكية-بالاشتراك مع بيتر جولدش)، أبوظبي للثقافة والتراث، 2010
18. لكي ترسم صورة طائر (قصائد من الشرق والغرب مترجمة إلى العربية)، كتاب دبي الثقافية، دار الصدى، 2010
19. رنين الثريا أو مجموعة «يا ألله» لكملا ثريا عن ترجمة كليم أحمد، كلمة-أبوظبي للثقافة والتراث، 2011
20. 40 قصيدة هندية للإمارات، قصائد لجيتا شهابرا، موتيفيت، دبي، 2012
21. العالم مجرد مسرح، قصائد من الشرق والغرب مترجمة إلى العربية، كتاب دبي الثقافية، 2012
22. في وادي عبقر، قصائد للشاعر ترجمها إلى الإنكليزية، وزارة الثقافة والسياحة، أبوظبي، 2013
23. «من أجل السلام»، (ديوان للياباني دايساكو إيكيدا)، كلمة-أبوظبي للثقافة والتراث، 2014
24. «مطر الليل»، (قصائد من الشرق والغرب مترجمة إلى العربية)، كتاب دبي الثقافية، دار الصدى، 2014
25. رباعيات محمد بن مسعود، نشر معالم (أبوظبي) وتوزيع دار المؤلف (بيروت)، 2015 25- خفقات قلب شاعري (قصائد لشعراء عربي وقصائد لشعراء أجانب مترجمة إلى العربية، الهدهد للنشر، دبي 2016

### كتب أخرى
1. «الصناعة في دولة الإمارات العربية المتحدة» (باللغة الإنجليزية)، كتب سلسلة إيفيري، لندن 1992.
2. «المعجزة الأبدية ومقالات أخرى» (باللغة الإنجليزية)، مطبعة ديرة، دبي 1999
3. «ديوان الأنامل الجافة» للدكتور محمد عبد غانم (جمع وإعداد) مكتبة عبادى، صنعاء، 1999
4. «دراسات في الشعر واللغة» للدكتور محمد عبده غانم (جمع وإعداد) ندوة الثقافة والعلوم، دبي 1999
5. "علي محمد لقمان ومختارات من شعره"، دائرة الثقافة والاعلام، الشارقة 2002"
6. «وقفات مع دواوين معاصرة»، ندوة الثقافة والعلوم، دبي 2003
7. «الشاعر اليمني عبد الله البردوني، حياته ومختارات من شعره» اتحاد كتاب وأدباء الإمارات، الشارقة 2003
8. «بين قصيدتين»، دائرة الثقافة والاعلام، الشارقة 2004
9. «من شعر الأغاني اليمنية»، مكتبة الجيل، السعودية 2006
10. صورة مدينتين- عدن وصنعاء في شعر د. محمد عبده غانم، مؤسسة البيان التجارية، دبي 2008.
11. شعراء من الإمارات – مع عشرة من الشعراء الراحلين، المجمع الثقافي بأبوظبي، 2008
12. من قناديل الحكمة، دار الصدى، دبي 2008
13. في واحة الأدب، وزارة الثقافة والشباب وتنمية المجتمع، أبوظبي 2008
14. المسرحيات الكاملة للشاعر محمد عبده غانم، جمع وتقديم شهاب غانم، هيئة أبوظبي للثقافة والتراث، 2009
15. صفحات من الأدب المعاصر في اليمن، مطابع المتنوعة، تعز 2011
16. كلمات وفاء في رحيل الشعراء والأدباء، اتحاد كتاب وأدباء الإمارات، الشارقة 2012
17. أوراق أدبية وثقافية، ندوة الثقافة والعلوم، دبي، 2013
18. شهاب غانم في بستان طاغور (تقديم د. عبد الحكيم الزبيدي)، مؤسسة الإبداع، صنعاء 2014
19. 1500 مثل إنجليزي وما يعدلها بالعربية، خدمات إكسبرس للطباعة، دبي 2015
20. مع شعراء من الإمارات، مؤسسة سلطان بن علي الثقافية، دبي 2015
21. سورة الفاتحة أو السبع المثاني (باللغة الإنجليزية) بالاشتراك مع وضاح غانم، باتردج (بنجوين) سنغفورا 2016.
22. دعني مع الله. 2017.
23. إبداعات عربية في التسامح والسلام. 2019.
24. جسر الحكمة: أمثال إنجليزية وما يعادلها بالعربية. 2019.
25. تطور الصناعة في دولة الإمارات العربية المتحدة في ربع القرن الأول من عمر الاتحاد 1971 – 1996. صدر عام 2020.
26. النبش في الذاكرة ومقالات أخرى. 2021.

## الجوائز التي حصل عليها
حصل على عدة جوائز في مجالات الشعر والمقالة والدراسة والبحث والترجمة/ وكرّم من قبل عدة جهات. ومن أهم الجوائز والتكريمات:
- جائزة طاغور للسلام عام 2012 وهو أول عربي يحصل عليها
- شخصية العام الثقافية – جائزة العويس للإبداع عام 2013
- جائزة العويس للإبداع عام 2012 وكان أول من يحصل عليها في مجال الترجمة
- جائزة معرض الشارقة لأفضل كتاب مترجم مرتين عامي 2003 و2007 وسلمها له الشيخ الدكتور سلطان بن محمد القاسمي
- جائزة راشد للتفوق العلمي عام 1989 وسلمها له الشيخ مكتوم بن راشد
- جائزة العويس للبحث العلمي 1998
- جائزة نادي ابها للديوان الشعري في السعودية
- الجائزة الأولى للشعر في الإمارات عام 1984 من الدائرة الثقافية في الشارقة
- قلادة الشعر من الدرجة الأولى من بيت الشعر اليمني وسميت الدورة 2010-2011 باسم دورة شهاب غانم
- قلادة السلام عام 2012 من منظمة سوجي جاكاي اليابانية